# Лийтеся, сльози, сказав полісмен
«Лийтеся, сльози, сказав полісмен» (англ. Flow My Tears, the Policeman Said) — науково-фантастичний роман американського письменника Філіпа К. Діка. Дія роману відбувається у футуристичній антиутопії, де Сполучені Штати після Другої громадянської війни стали поліційною державою. Номінований на премії «Г'юго» в 1974 р. та «Неб'юла» в 1975 році, і нагороджений меморіальною премією імені Джона Кемпбелла в 1975 році.
Вперше українською мовою роман вийшов друком у видавництві «Komubook» 17 травня 2019 року: перекладач — Гєник Бєляков, дизайнер обкладинки — Варвара Перекрест.

## Анотація
11 жовтня 1988 року Джейсон Тавернер — чи не найвідоміший на планеті телеведучий, розважальним шоу якого захоплюються десятки мільйонів глядачів, та вже наступного дня він прокидається у брудному мотелі цілковитим ніхто. Він не просто втратив своїх друзів, славу й багатство, схоже, він втратив саму свою ідентичність. Однак у клаустрофобному антиутопічному світі, де кожен доносить на кожного й здається, що всі, навіть поліція, мають свої брудні таємниці, нездатність довести, ким ти є, в кращому разі означає автоматичне потрапляння до таборів примусової праці, а в гіршому — смерть. Відчайдушно намагаючись вижити в цьому сповненому пасток і небезпек середовищі, Тавернер ступає на шлях, який дасть йому змогу не лише розкрити таємницю власного «зникнення», але й поглянути на своє колишнє життя з перспективи, що ніколи не відкрилася б тій марнославній знаменитості, якою він був всього кілька днів тому.
«Лийтеся, сльози, сказав полісмен» — це зворушлива й дуже особиста притча про людську самотність, але заразом і про нашу здатність врешті пізнати те, ким ми є насправді.

## Назва
Назва роману посилається на пісню англійського лютніста і композитора епохи Відродження Джона Дауленда «Лийтеся, сльози» (англ. Flow, my tears). Філіп Дік використовує перший, другий, третій та п'ятий куплети як епіграфи до кожної частини роману.
Пісня починається (перший куплет, оригінал):
| Flow, my tears, fall from your springs, Exiled for ever, let me mourn Where night's black bird her sad infamy sings, There let me live forlorn. |

Український переклад Романа Осадчука:
| Лийтеся, сльози, струмками з очей! Вічно в вигнані страждати мені, Де квилить птах в найтемнішу з ночей, Житиму в самотині. |

## Український переклад
- Філіп К. Дік Лийтеся, сльози, сказав полісмен / Переклад з англійської: Гєник Бєляков. — Київ: Комубук, 2019. — 328 с. ISBN 978-617-7438-14-3